# Elpidophorus
L'elpidoforo (gen. Elpidophorus) è un mammifero estinto, forse appartenente ai dermotteri. Visse nel Paleocene medio e superiore (circa 61 - 57 milioni di anni fa) e i suoi resti fossili sono stati ritrovati in Nordamerica. 

## Descrizione
Questo animale è noto solo per denti e mandibole, ed è quindi impossibile ricostruirne l'aspetto. Il quarto premolare superiore era molariforme, ma si differenziava dai molari per l'assenza del mesostilo e per la grande riduzione dell'ipocono. I molari, inoltre, possedevano conuli robusti e ben distinti. I premolari inferiori erano via via più complessi: il secondo era un dente semplice, a doppia radice e con uno stretto tallone posteriore, mentre il terzo era dotato di una cuspide anteriore e di un tallone posteriore più sviluppati; il quarto, invece, era molariforme, con un grande paraconide prominente e un talonide molto scavato.
Sui molari, le cuspidi interne erano le più alte, e la bassa cresta che collegava l'ipoconide al trigonide finiva per costituire una piccola cuspide accessoria. L'ipoconulide era debole sui primi due molari, mentre sul terzo era più grande (e il paraconide era invece ridotto).
La fossa d'inserzione del massetere era molto grande e profonda, limitata anteriormente da una cresta che terminava nell'apofisi coronoide. 

## Classificazione
Elpidophorus è considerato il più antico tra i plagiomenidi (Plagiomenidae), un enigmatico gruppo di mammiferi vissuti tra il Paleocene superiore e l'Eocene inferiore. Il genere Elpidophorus venne descritto per la prima volta da George Gaylord Simpson nel 1927, e inizialmente venne ascritto alla famiglia Mixodectidae. Solo successivamente vennero riconosciute alcune specializzazioni tipiche dei plagiomenidi; in ogni caso, l'esistenza di Elpidophorus testimonia la stretta parentela tra queste due famiglie, forse antichi dermotteri.
Di Elpidophorus sono note due specie, entrambe rinvenute in Alberta, Montana e Wyoming: E. elegans, la specie tipo, ed E. minor, descritta dallo stesso Simpson una decina di anni dopo.